# ヒレアシ科
ヒレアシ科（ヒレアシか、ヒレアシ科、Heliornithidae）は、鳥綱ツル目に属する科。

## 分布
アフリカ大陸、北アメリカ大陸南部、南アメリカ大陸、ユーラシア大陸南部、インドネシア（スマトラ島）

## 形態
全長30-60センチメートル。メスよりもオスの方がやや大型になる。頭部は小型。頸部や胴体はやや長い。尾羽は幅広い上に長く、硬い。翼は短く、丸みを帯びる。
嘴は長い。後肢は短く、胴体後方に位置する。趾には葉状の水かきと、鋭い爪がある。
卵の殻は淡黄色や淡褐色、赤褐色で、褐色や紫色の斑紋が入る。

## 分類
ツル目内ではクイナ科に近縁だと考えられている。
マレーヒレアシ属 Heliopais
- Heliopais personata　アジアヒレアシ　Masked Finfoot

アメリカヒレアシ属 Heliornis
- Heliornis fulica　アメリカヒレアシ　Sungrebe

アフリカヒレアシ属 Podica
- Podica senegalensis　アフリカヒレアシ　African Finfoot

## 生態
湿原、河川、干潟、浸水林などに生息し、水辺が樹木で覆われた暗く開けていない環境を好む。渡りは行わないが、アジアヒレアシは季節的な移動を行う。夜間は水面に張り出した樹上で休む。単独やペア、家族群で生活する。飛翔するときは水面を助走してから飛翔する。危険を感じると水面を走って、水辺の茂みに隠れる。
食性は雑食で、魚類、カエル、昆虫、甲殻類、貝類、ミミズ、植物の葉、種子などを食べる。水辺や浅瀬を徘徊しながら採食を行う。
繁殖形態は卵生。水面に張り出した樹上、倒木、流木の上などに木の枝を組み合わせた巣を作り、2個（アジアヒレアシは5-7個）の卵を産む。

## 人間との関係
開発による生息地の破壊などにより生息数は減少している種もいる。

## 画像

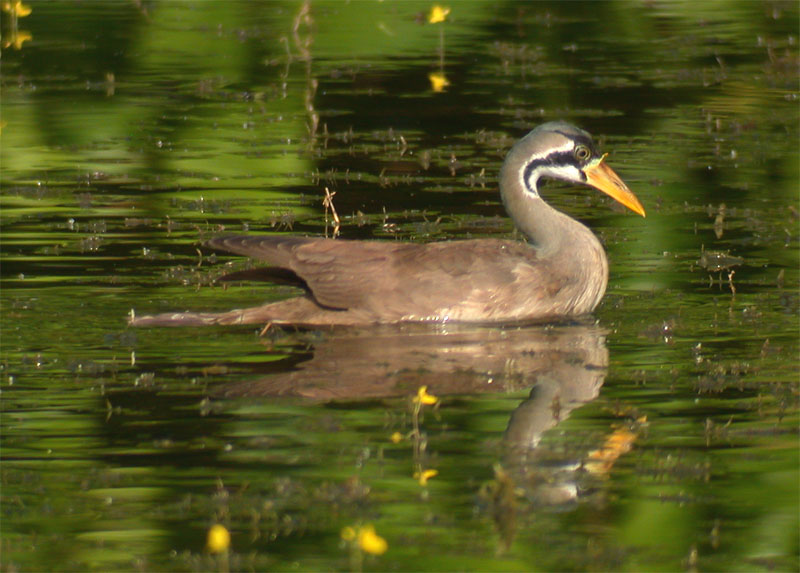
アジアヒレアシ H. personata
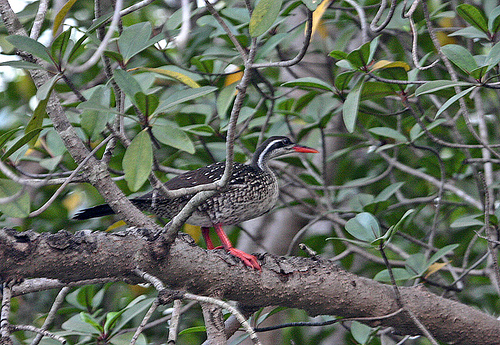
アフリカヒレアシ P. senegalensis